# Вуртцбах, Пиа
Пиа Алонсо Вуртцбах (род. 24 сентября 1989 года, также известная как Пиа Ромеро) — филиппинская актриса, телеведущая, модель и королева красоты, которая была коронована титулом Мисс Вселенная 2015 20 декабря 2015.

## Биография

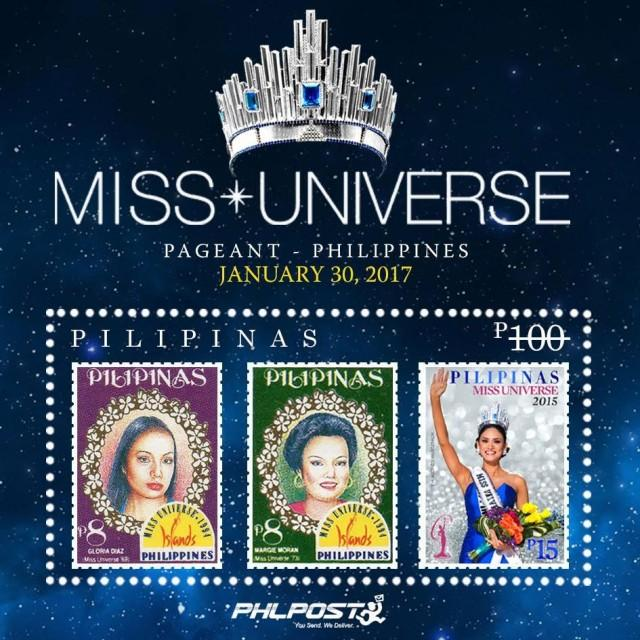
Филиппинки — «Мисс Вселенные». Слева направо: Глория Диас, Маргарита Моран и Пиа Вуртцбах

Пиа Вуртцбах родилась 24 сентября 1989 года в немецком городе Штутгарте, в семье немца и филиппинки. Выросла на Филиппинах. 
Девочка начала сниматься в кино в четыре года под сценическим именем Пиа Ромеро. Её родители развелись, когда ей было одиннадцать лет.
Пиа Алонсо Вуртцбах говорит на английском, себуанском, тагальском и немного на немецком языках.
Она выиграла титул «Мисс Филиппины» только с третьей попытки, принимая участие в местном конкурсе красоты с 2013 года.

## Личная жизнь
В 2017 году Вюрцбах написала в Твиттере, что намерена оставаться незамужней и бездетной. Однако, в июне 2020 года она подтвердила свои отношения с шотландским предпринимателем Джереми Джонси. Два года спустя они объявили о своей помолвке.                                                                         О её браке 24 марта 2023 года было объявлено только 5 мая  Место их свадьбы проходило на Северном острове, Сейшельские острова.